# Moses Pergament
Moses Pergament (ur. 21 września 1893 w Helsinkach, zm. 5 marca 1977 w Gustavsbergu) – szwedzki kompozytor, dyrygent i krytyk muzyczny pochodzenia fińskiego.

## Życiorys
Pochodził z ortodoksyjnej rodziny żydowskiej. Uczył się gry na skrzypcach w Konserwatorium Petersburskim, grał w orkiestrze filharmonicznej w Helsinkach. Edukację muzyczną kontynuował w konserwatorium Sterna w Berlinie, gdzie uczył się dyrygentury. W 1915 roku osiadł na stałe w Szwecji, w 1918 roku uzyskał szwedzkie obywatelstwo. Pisał krytyki muzyczne do „Svenska Dagbladet” (1923–1938), „Aftontidningen” (1942–1956) i „Stockholms-Tidningen” (1957–1964).

## Twórczość
W zakresie kompozycji był samoukiem. Jego twórczość ukształtowała się pod wpływem muzyki rosyjskiej, niemieckiego ekspresjonizmu, a także impresjonizmu i neoklasycyzmu. W późniejszych kompozycjach, zwłaszcza chóralnych, nawiązywał do muzyki szwedzkiej, szczególnie do dorobku Jeana Sibeliusa. Z czasem zaadaptował także pewne środki typowe dla modernizmu. Czerpał również z tradycji muzyki żydowskiej.

## Prace
(na podstawie materiałów źródłowych)
- Svenska tonsättare (Sztokholm 1943)
- Vandring med fru musica (Sztokholm 1943)
- Ny vandring med fru musica (Sztokholm 1944)
- J. Lind (Sztokholm 1945)
- H. Rosenberg. A Giant of Modern Swedish Music (Sztokholm 1948)

## Wybrane kompozycje
(na podstawie materiałów źródłowych)

### Utwory orkiestrowe
- Romans na skrzypce i orkiestrę (1914)
- Adagio na klarnet i smyczki (1915)
- Rapsodia ebraica (1935)
- Concerto romantico na smyczki (1935)
- Dibbuk na skrzypce i orkiestrę (1935)
- 2 suity Almquistiana (1936, 1938)
- Svensk rapsodi (1941)
- Koncert skrzypcowy (1948)
- Kol Nidre na wiolonczelę i orkiestrę (1949)
- Koncert fortepianowy (1951)
- Koncert na 2 skrzypiec i orkiestrę (1954)
- Koncert wiolonczelowy (1955)
- Concerto lirico na skrzypce i orkiestrę (1956)
- Pezzo intimo na 16 wiolonczel solo (1957)
- Koncert altówkowy (1965)
- Fantasia differente na wiolonczelę i smyczki (1970)
- Sonatina na flet i smyczki (1973)

### Utwory kameralne
- Trio fortepianowe (1913, zrewid. 1940)
- Sonata skrzypcowa (1920)
- 3 kwartety smyczkowe (1922, 1952, 1956)
- Sonata na skrzypce solo (1961)
- Sonata na flet (1968)
- Mała suita na instrumenty dęte drewniane (1970)
- Pezzo na 4 flety (1972)

### Utwory wokalno-instrumentalne
- Hosiannah na chór i orkiestrę (1928)
- Nedanförmänskliga visor na recytatora, solistów, chór i orkiestrę (1936)
- symfonia chóralna Den judiska sången (1944)
- oratorium De sju dödssynderna (1963)
- 4 dikter av Edith Södergran na sopran i orkiestrę (1966)
- Årstider na baryton i orkiestrę (1968)
- Drömmen om mullen och vindarna na baryton i orkiestrę (1969)
- kantata Al naharat bavel na chór i orkiestrę (1974)

### Opery
- Himlens hemlighet (1952, wyst. Dortmund 1957)
- Eli (1958, wyst. Sztokholm 1959)
- Abrams Erwachen (1973)

### Balety
- Krelantems and Eldeling (1921, wyst. Sztokholm 1928)
- Vision (1923, wyst. Helsinki 1925)